# Fama (título)
Fama (lit. "rei, soberano") era um título real utilizado por vários povos da África Ocidental ao longo da história. Era comumente utilizado dentro da área do Mali pré-imperial e com o surgimento e expansão do Império do Mali se espalhou pelos povos vizinhos. Foi mais tarde usado pelo Império Bamana, o Império de Uassulu de Samori Turé e os grupos não-mandingas no Reino de Quenedugu.